# Tripkova
Tripkova (Servisch cyrillisch Трипкова) is een plaats in de Servische gemeente Čajetina. De plaats telt 372 inwoners (2002).